# 若柳駅
若柳駅（わかやなぎえき）は、宮城県栗原市若柳字川北塚ノ根にあったくりはら田園鉄道くりはら田園鉄道線の駅。2007年（平成19年）、路線の廃止に伴い廃駅となった。くりはら田園鉄道の本社と車両基地があり、同鉄道の拠点となっていた。
廃線後は、くりはら田園鉄道の車両を保存する「くりはら田園鉄道鉄道公園」として活用されており、レールバイク乗車などができる。

## 歴史

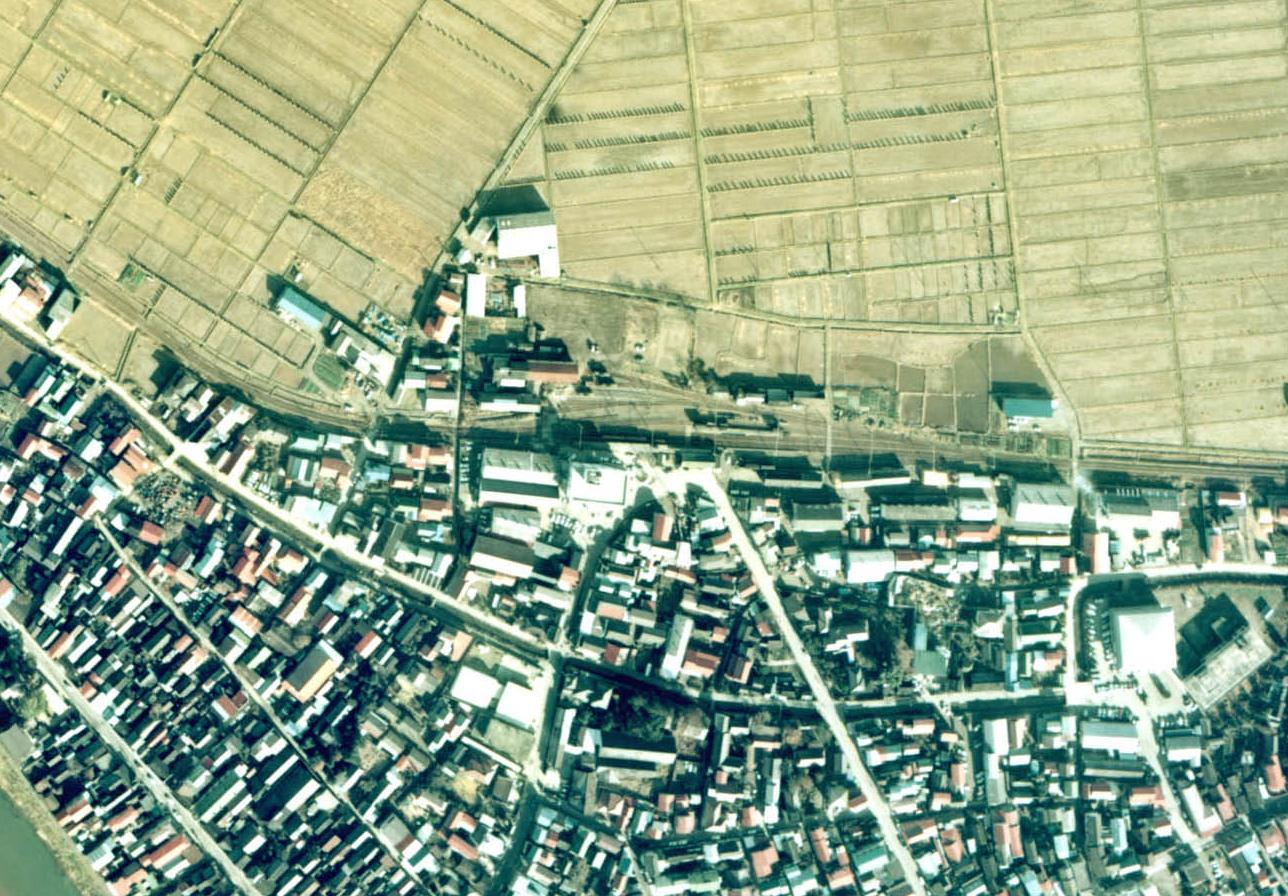
若柳駅付近空中写真(1976年撮影 国土画像情報カラー化空中写真(国土交通省)より)

- 1921年（大正10年）12月20日：開業。
- 1987年（昭和62年）3月31日：貨物取扱廃止[4]。
- 2002年（平成14年）：東北の駅百選に認定される。
- 2007年（平成19年）4月1日：廃止。

## 駅構造
地上駅。線路はほぼ東西に走り、駅舎は南側にあった。ホームは単式ホーム1面1線と島式ホーム1面2線のあわせて2面3線があり、単式ホームは駅舎に接して敷かれた線路の谷地畑方に、島式ホームは駅舎から北側へ構内踏切を渡った荒町方に互い違いに設置されていた。
2面3線のホームを持つが、末期はここでの列車の行き違いは行われておらず、駅舎に近い単式ホームに上下すべての列車が発着した。このため末期には島式ホームは普段使用されておらず、特に一番北側の乗り場には当線が電気鉄道であった当時使用されていた電車が留置されていた。
この他当駅は側線を多数持ち、気動車や電車などが置かれ、気動車の夜間滞泊場所としても機能していた。駅舎荒町方にある切欠きホームに置かれたままとなっている2両の電車は自転車置き場として開放されていた。
開業当初からの木造駅舎は1階建てで、内部には待合所のほか窓口があった。沢辺駅と同じ図面から作られており、同じ形をしていた。直営駅であった。

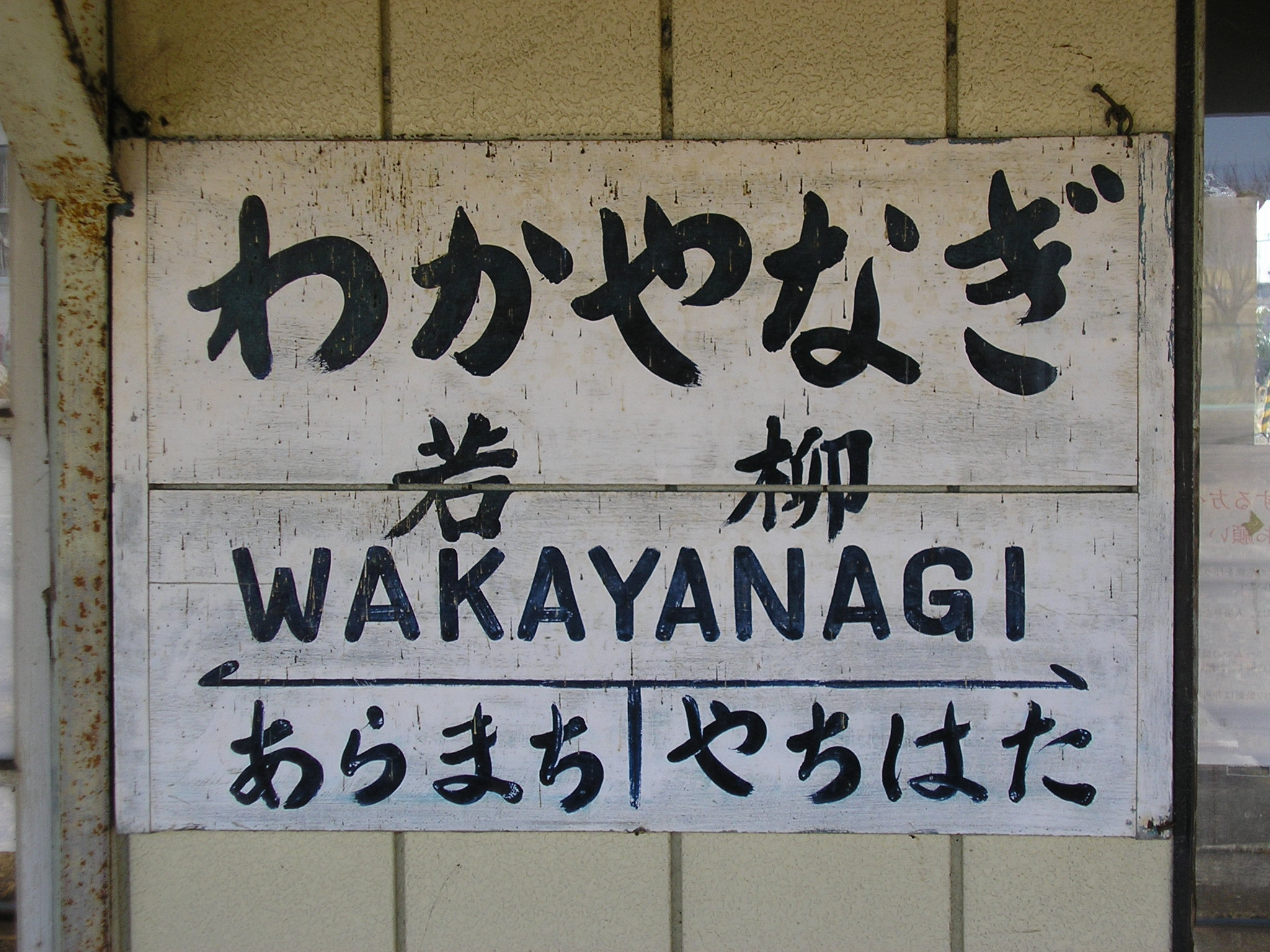
駅名標（2006年3月）
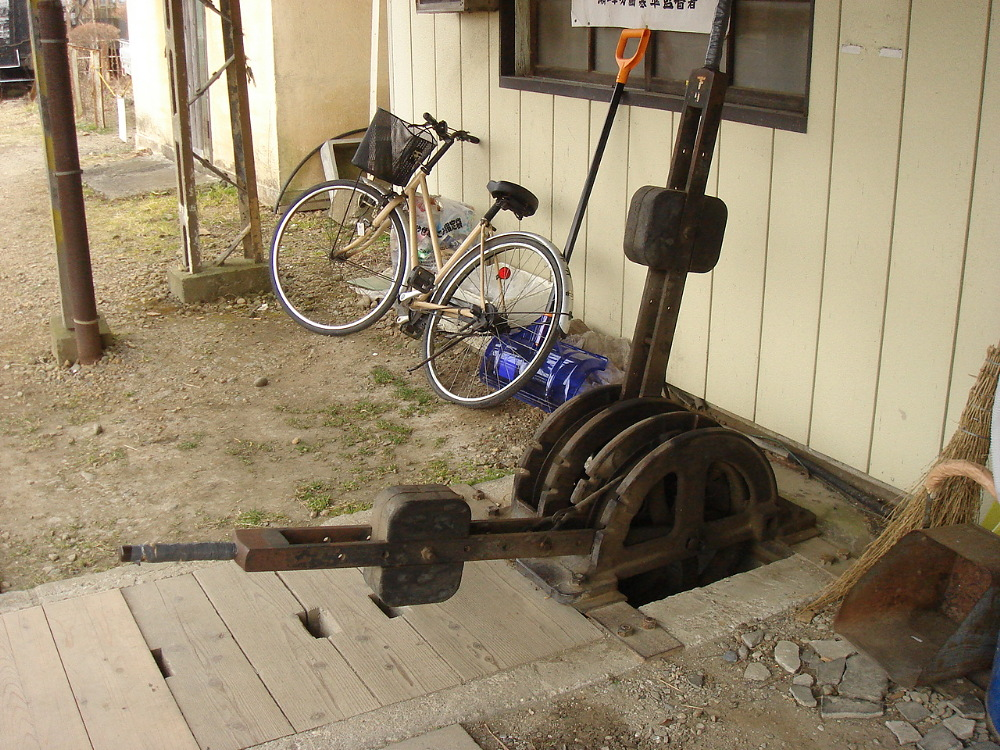
信号梃子（2007年3月）
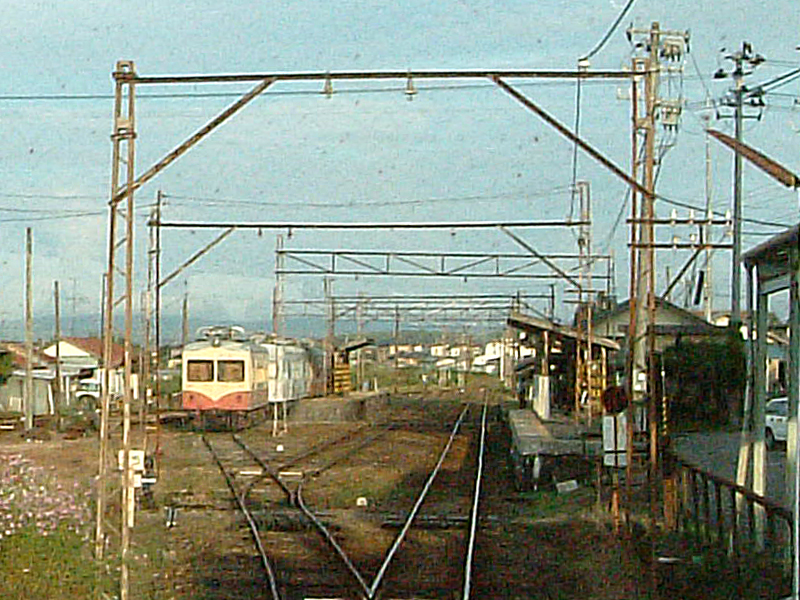
2面3線のホームと留置されていた電車（2004年9月）

## 駅周辺
旧若柳町市街の北の端にあり、駅の南に銀行や商店などの商業地がある。南を宮城県道4号中田栗駒線が東西に走り、さらに南西には若柳大橋が迫川に架かる。
- くりはら田園鉄道本社
- 栗原市若柳総合支所
- 若柳郵便局
- 若柳警察署
- 栗原市消防本部栗原消防署東分署
- 若柳総合文化センター
- 宮城県迫桜高等学校

## 鉄道公園
2010年に栗原市は当駅を鉄道公園として整備した。駅舎の再現にあたっては、解体された沢辺駅の部材が使用された。
2017年4月1日からは「くりでんミュージアム」としてリニューアルした。2015年から着工。総工費7億円。建築面積1300平方メートル。
また、施設としては資料館・車庫・係員詰め所が併設する。資料館のジオラマは、運行区間だった石越 - 細倉マインパーク前間の26キロの沿線をジオラマで模型車両を走行させる。機関車庫では陳列された車両前方に1回500円の運転シミュレーターを設置し、席に座って制御器の操作でCGによる1960年-1970年の情景が再現され、次々に映し出される様にしている。ミニシアターでは路線の歴史をドキュメントで上映する。
また、2007年の廃止直後に調査した際、駅舎で使用された19世紀末の欧米製のレールが駅構内の倉庫に保留していた事が判明している。2017年に再確認された上、更に九州内の鉄道開業向けで造られたレールが存在していた事も判明。これらのレールは「歴史的に貴重な史料」として「くりでんミュージアム」に展示予定。
旧駅構内には以下の車両が保存されている
- KD95形 (951・953)
- KD11
- ED203
- DB101
- M153
- ワフ74
- ト10形（102・103）

このうち、KD95形とKD11、DB101は自力走行できる状態にあり、定期的に動態保存活動を行っている。車両の詳細についてはくりはら田園鉄道線#車両を参照されたい。

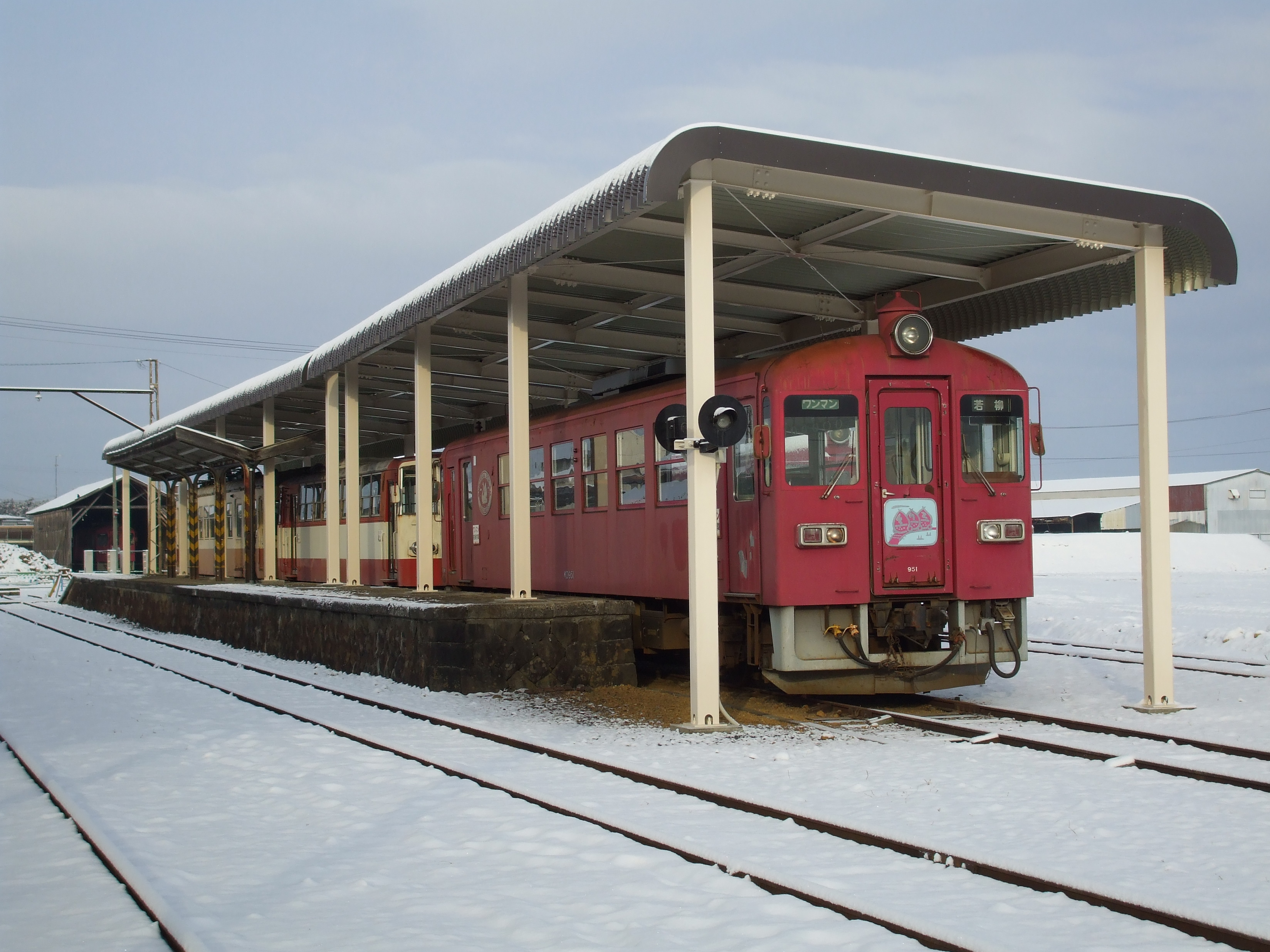
保存車両群（2010年2月、KD95形ほか）
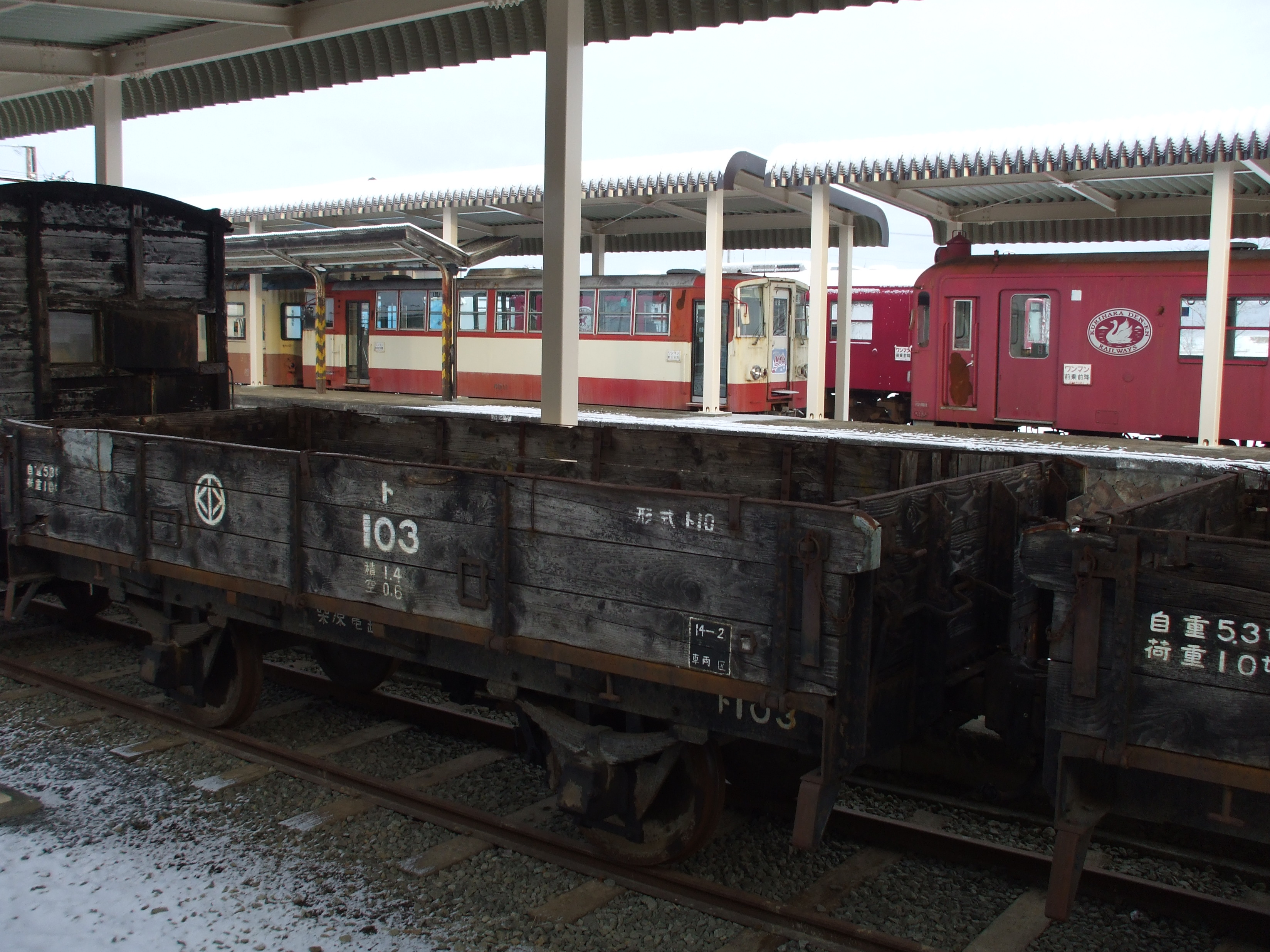
保存車両群（2010年2月、ト10形ほか）

## 隣の駅
くりはら田園鉄道
くりはら田園鉄道線
荒町駅 - 若柳駅 - 谷地畑駅